# Commercial Resupply Services

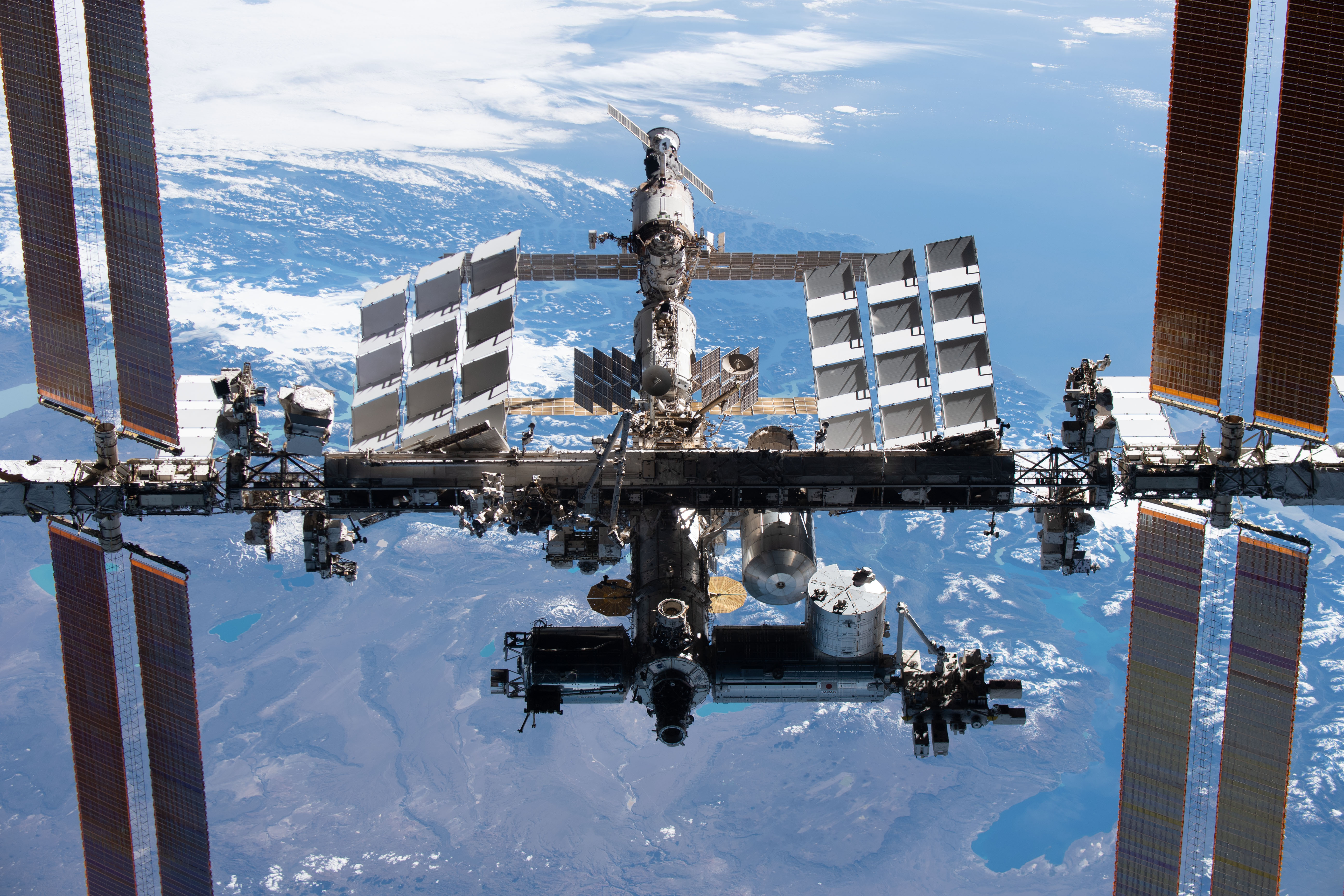
Stazione Spaziale Internazionale

Commercial Resupply Services (CRS) è il programma commerciale della NASA per il trasporto di merci alla Stazione spaziale internazionale.
Le azienda vincitrici della Fase 1 del programma (CRS-1) furono la SpaceX e la Orbital Sciences Corporation (dal 2018 Northrop Grumman Innovation Systems), che si aggiudicarono rispettivamente 12 e 8 missioni, poi estese a 20 e 11 missioni. Queste missioni ebbero luogo tra ottobre 2012 e marzo 2020. Per questi servizi, SpaceX utilizzò il veicolo spaziale Dragon 1, il suo Falcon 9 come vettore e effettuò i lanci dal Complesso di lancio 40 della Cape Canaveral Air Force Station, in Florida; Orbital Sciences utilizzò il veicolo spaziale Cygnus con il vettore Antares e effettuò i lanci dal Mid-Atlantic Regional Spaceport (MARS), sull'isola di Wallops, in Virginia. I contratti del CRS-1 richiedevano un servizio completo composto da lancio, rendezvous e attracco alla Stazione spaziale internazionale con l'ausilio del braccio robotico canadese Canadarm2, consegna delle merci, sgancio e rientro. Il rientro poteva essere controllato, come nel caso della navicella Dragon, permettendo quindi di riportare a terra esperimenti scientifici o hardware, oppure distruttivo, come nel caso di Cygnus.
La NASA iniziò il processo di selezione per la Fase 2 del Commercial Resupply Services (CRS-2) all'inizio del 2014. Nel gennaio 2016 vennero assegnati i contratti CRS-2 per la Cygnus di Orbital ATK (dal 2018 Northrop Grumman Innovation Systems), Cargo Dream Chaser di Sierra Nevada Corporation e Cargo Dragon di SpaceX, per il trasporto merci sulla Stazione Spaziale Internazionale a partire dall'inizio 2019 fino al 2024. 

## Commercial Resupply Services Fase 1 (CRS-1)

### Assegnazione contratti della Fase 1 e voli dimostrativi
La NASA si orientò per perseguire opzioni di volo spaziale commerciale, quando disponibili, sin dal 1984, con il Commercial Space Launch Act of 1984 e il Launch Services Purchase Act of 1990. Negli anni 2000, ulteriori e più specifiche autorizzazioni del Congresso iniziano a finanziare sviluppi commerciali, prima per il trasporto merci con il programma Commercial Orbital Transportation Services (COTS), e poi quello per l'equipaggio con il programma Commercial Crew Development.
Nel 2006 vennero selezionati per la Fase 1 le aziende private SpaceX e Rocketplane Kistler ma l'anno seguente la NASA recidette il contratto con quest'ultima per inadempienza. La NASA indisse quindi una nuova selezione per scegliere il sostituto. Il 22 dicembre 2008 la Orbital Sciences Corporation venne selezionata per unirsi a SpaceX come azienda privata sotto contratto del CRS della NASA. Il giorno seguente vennero assegnati i contratti, venendo ufficialmente commissionati dodici voli Dragon per SpaceX al costo di 1,6 miliardi di dollari e otto voli Cygnus per Orbital Sciences Corporation al costo di 1,9 miliardi di dollari.
L'azienda PlanetSpace, rimasta esclusa dalla gara, fece un reclamo formale al governo americano. Il reclamo fu ufficialmente rifiutato il 22 aprile 2009, permettendo al programma di continuare.
I lanciatori Antares e Falcon 9 e i veicoli spaziali cargo Cygnus e Dragon vennero sviluppati sotto il Space Act Agreements, una forma di atto legale definito dalla NASA, all'interno del programma COTS.

#### SpaceX
SpaceX lanciò con successo il primo Falcon 9 con un simulacro (mock-up) della navicella Dragon il 4 giugno 2010.
Il primo volo dimostrativo sotto contratto NASA, il COTS Demo Flight 1, venne effettuato l'8 dicembre 2010, dimostrando la capacità del Dragon di effettuare più orbite intorno alla terra, di ricevere e rispondere ai comandi da terra e comunicare con i satelliti della NASA Tracking and Data Relay Satellite. Il 15 agosto 2011 SpaceX annunciò che la NASA aveva riunito gli obiettivi delle missioni COTS Demo Flight 2 e 3 in una singola missione, con la condizione che i test di validazione di COTS 3 venissero avviati solo dopo che tutti gli obiettivi di COTS 2 fossero stati raggiunti.
La missione COTS Demo Flight 2+ fu effettuata con successo il 22 maggio 2012, consegnando rifornimenti alla ISS il 31 maggio ed ammarando quindi nell'Oceano Pacifico. SpaceX divenne così il primo operatore commerciale a raggiungere la ISS. Il 23 agosto 2012, NASA annunciò che SpaceX aveva raggiunto con successo gli accordi definiti nel COTS Space Act Agreement e che certificava SpaceX per iniziare i voli operativi CRS.

#### Orbital Sciences
Orbital Sciences preparò il suo lanciatore Antares sulla rampa di lancio del Mid-Atlantic Regional Spaceport (MARS) nell'ottobre 2012 in preparazione di un "on-pad hot-fire" test. Lanciò per la prima volta Antares dal MARS il 21 aprile 2013 con un carico utile di prova. Completò il volo dimostrativo Cygnus Orb-D1 il 29 settembre 2013 e l'operativo Cygnus CRS Orb-1 venne lanciato il 9 gennaio 2014.
I voli cargo di rifornimento iniziarono nel 2012 con la Fase 1 del Commercial Resupply Services (CRS-1) e si conclusero nel 2020:

### Missioni Dragon 1
- SpaceX CRS-1: 8 ottobre 2012[20]
- SpaceX CRS-2: 1 marzo 2013[21]
- SpaceX CRS-3: 18 aprile 2014[22]
- SpaceX CRS-4: 21 settembre 2014.[23][24]
- SpaceX CRS-5: 10 gennaio 2015[25]
- SpaceX CRS-6: 14 aprile 2015

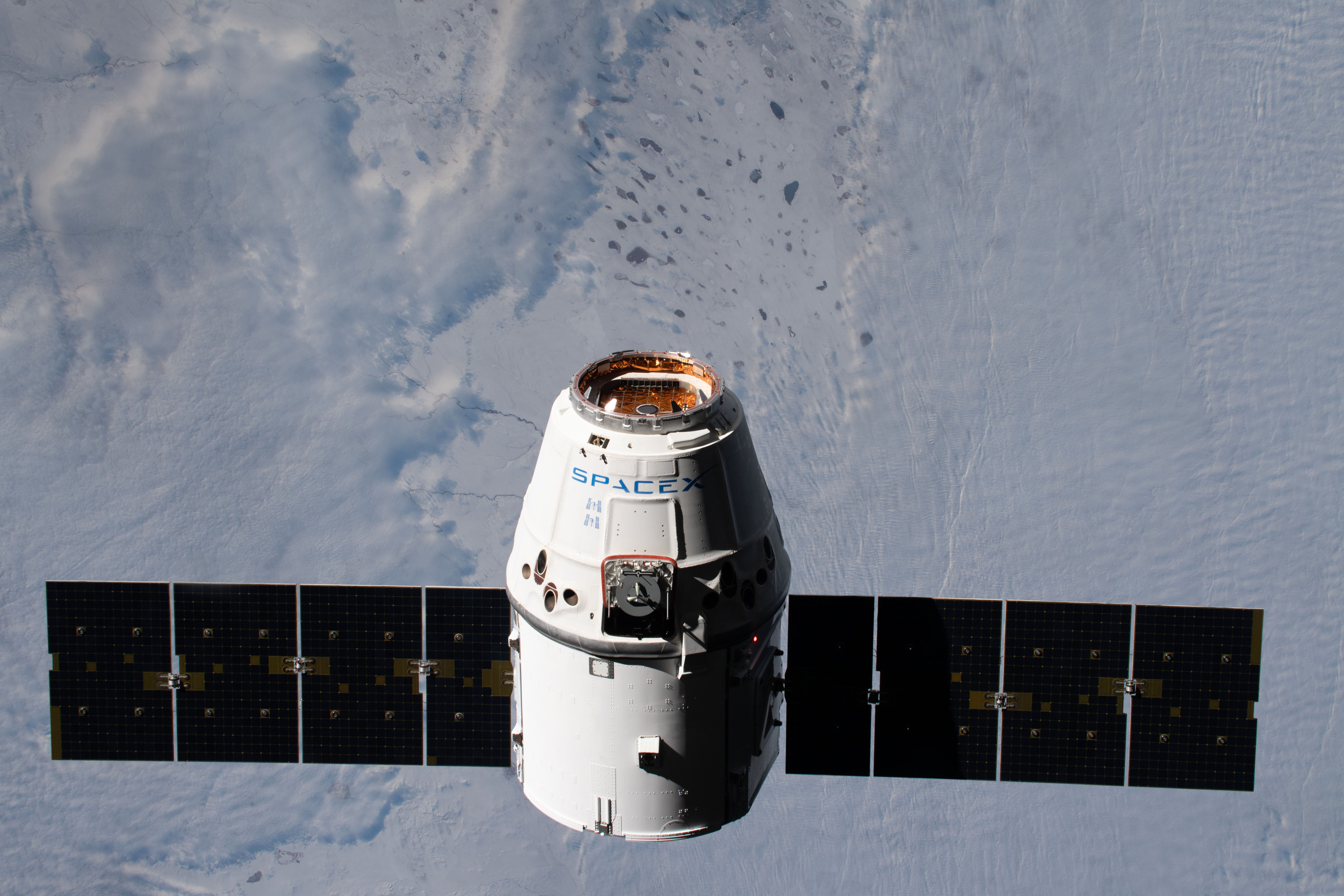
La Dragon si avvicina alla ISS

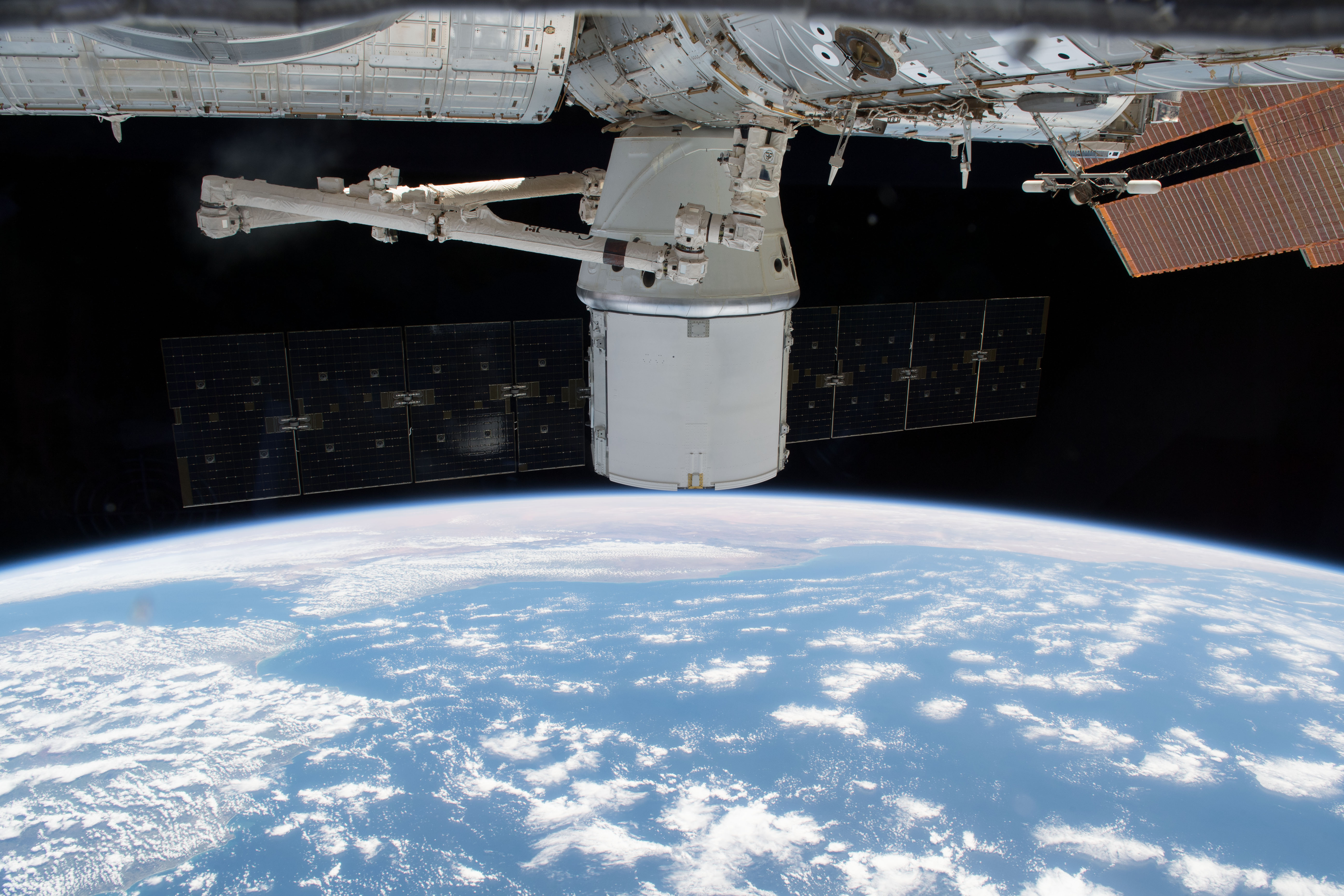
La Dragon CRS-14 agganciata sulla ISS nel 2018

- SpaceX CRS-7: 28 giugno 2015 - lancio fallito. Carico e IDA-1 andato perso.
- SpaceX CRS-8: 8 aprile 2016
- SpaceX CRS-9: 18 luglio 2016
- SpaceX CRS-10: 19 febbraio 2017
- SpaceX CRS-11: 3 giugno 2017, secondo volo della navicella usata per SpaceX CRS-4.[24]
- SpaceX CRS-12: 14 agosto 2017, primo Falcon 9 Block 4, ultimo volo di una nuova Dragon 1.[26]

- SpaceX CRS-13: 15 dicembre 2017[27]
- SpaceX CRS-14: 2 aprile 2018
- SpaceX CRS-15: 29 giugno 2018[28]
- SpaceX CRS-16: 5 dicembre 2018[29][30][31]
- SpaceX CRS-17: 4 maggio 2019
- SpaceX CRS-18: 25 luglio 2019
- SpaceX CRS-19: 5 dicembre 2019
- SpaceX CRS-20: 7 marzo 2020

### Missioni Cygnus Fase 1
- Cygnus CRS Orb-1[32]: 9 gennaio 2014
- Cygnus CRS Orb-2: 13 luglio 2014

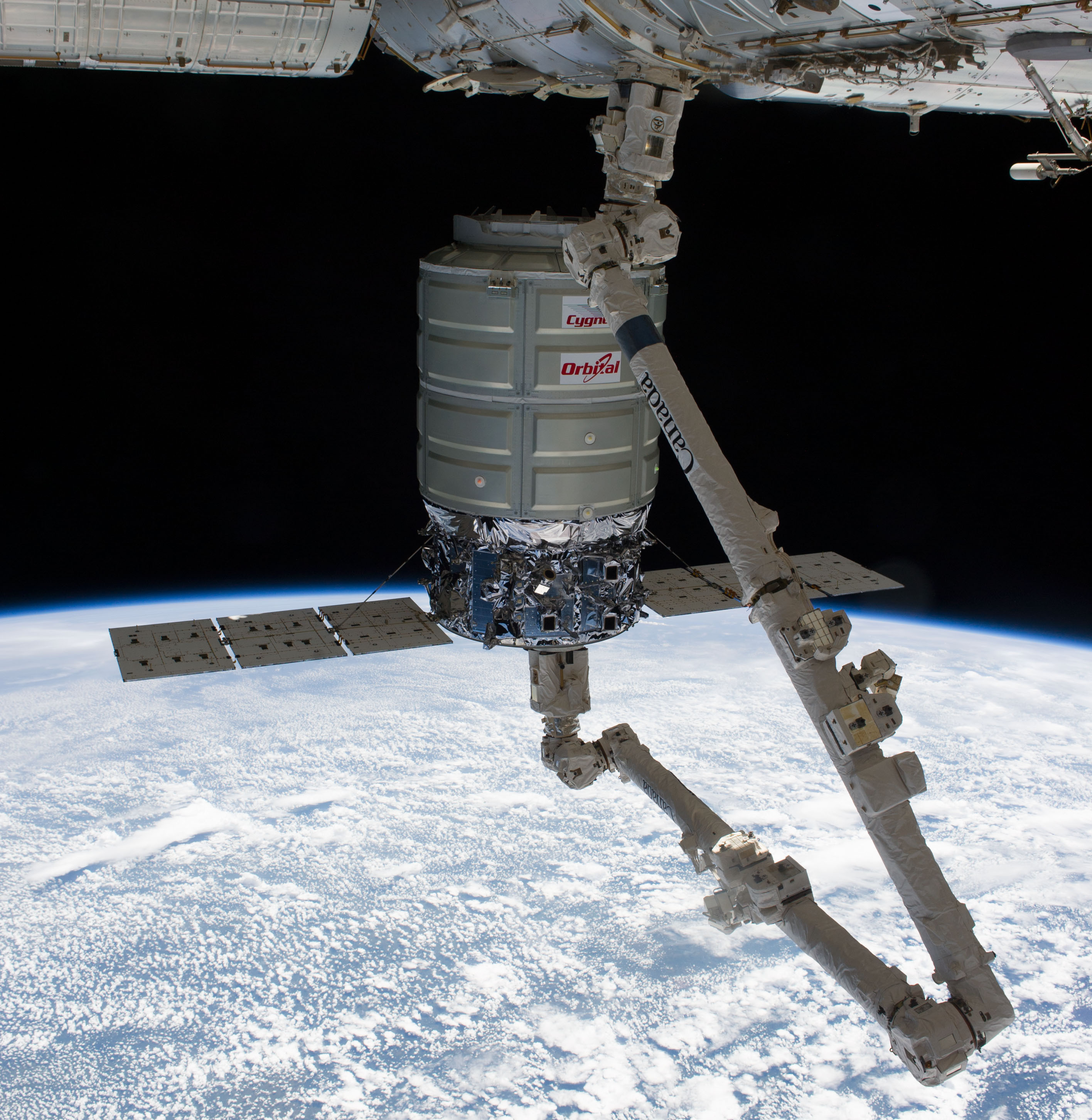
La Cygnus Standard (per le prime tre missioni)

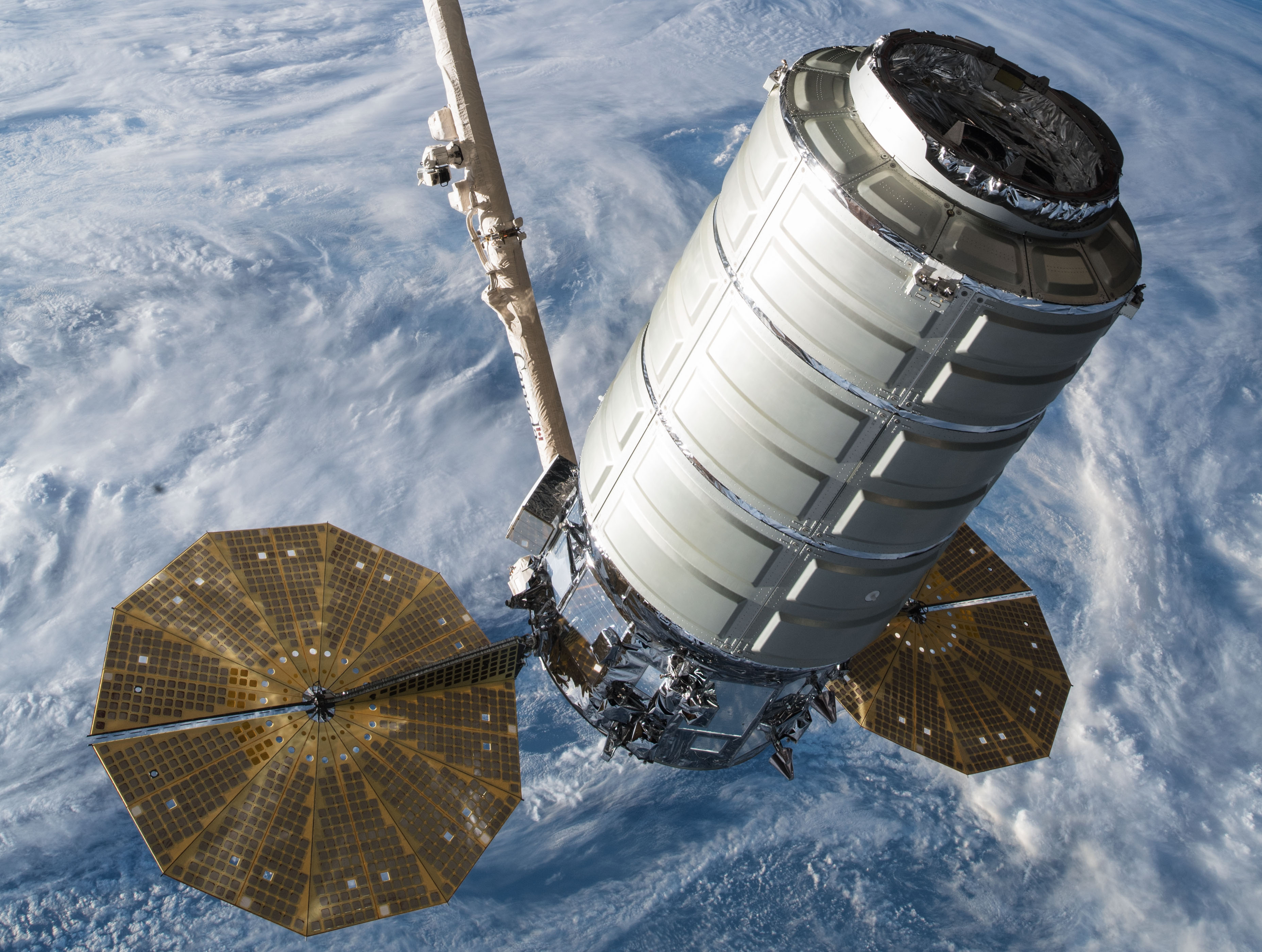
La Cygnus Enhanced

- Cygnus CRS Orb-3: 28 ottobre 2014 - lancio fallito. Carico andato perso.

In seguito al fallimento, l'Antares 230 venne migliorato con motori del primo stadio di nuova costruzione RD-181, per fornire maggiori prestazioni di carico utile e una maggiore affidabilità. I successivi due veicoli spaziali Cygnus vennero lanciati con il lanciatore Atlas V. Ciò permise a Orbital ATK di trasportare le quantità di carico previste da contratto alla missione OA-7, grazie al passaggio di un lanciatore più potente e l'introduzione della Cygnus Enhanced.
- Cygnus CRS OA-4[36]: 6 dicembre 2015 - Atlas V, prima Cygnus Enhanced[34]
- Cygnus CRS OA-6: 23 marzo 2016 - Atlas V
- Cygnus CRS OA-5: 17 ottobre 2016 - Antares 230
- Cygnus CRS OA-7: 18 aprile 2017 - Atlas V

Nell'agosto 2015, Orbital ATK annunciò di aver ricevuto un'estensione del programma CRS-1 per tre missioni aggiuntive. Questi voli consentirono alla NASA di coprire le esigenze di rifornimento della Stazione Spaziale Internazionale fino all'inizio del programma CRS-2.
- Cygnus CRS OA-8E: 12 novembre 2017
- Cygnus CRS OA-9E: 21 maggio 2018[37][38]
- Cygnus NG-10[39]: 17 novembre 2018.[40]
- Cygnus NG-11: 17 aprile 2019[41] [42]

## Commercial Resupply Services Fase 2 (CRS-2)

### Assegnazione contratti della Fase 2
La NASA iniziò un processo formale per l'avvio della Fase 2 del Commercial Resupply Services, o CRS-2, all'inizio del 2014. Alla fine di quello stesso anno, a Houston si tenne un "Industry Day", dove vennero definiti i requisiti necessari per il CRS-2 e comunicati alle parti interessate. Oltre agli appaltatori del CRS-1, Orbital Sciences Corporation e SpaceX, aderirono al CRS-2 anche Sierra Nevada Corporation, Boeing e Lockheed Martin.
L'azienda Sierra Nevada Corportaion avrebbe utilizzato una versione cargo del suo veicolo Dream Chaser, il Dream Chaser Cargo System. Il Dream Chaser proposto includeva un modulo cargo aggiuntivo per lo smaltimento dei rifiuti. Il rientro del carico a Terra sarebbe stato fornito solo tramite lo spazioplano Dream Chaser stesso.
Anche Boeing propose l'utilizzo della versione cargo del suo CST-100. Lockheed Martin invece propose un nuovo veicolo spaziale cargo chiamato Lockheed Martin Jupiter, derivato dal design dei veicoli spaziali NASA MAVEN e Juno. Avrebbe incluso un braccio robotico basato sulla tecnologia del Canadarm e un modulo per il trasporto merci di 4,4 metri di diametro chiamato Exoliner basato sul veicolo europeo Automated Transfer Vehicle, da sviluppare congiuntamente con Thales Alenia Space.
Il 14 gennaio 2016 la NASA annunciò le tre aziende selezionate per il programma CRS-2: Sierra Nevada Corporation con il Dream Chaser, SpaceX con la Cargo Dragon, e Orbital ATK con Cygnus. Ogni azienda avrebbe dovuto compiere minimo sei missioni di rifornimento. Il valore potenziale massimo di tutti i tre contratti venne indicato come 14 miliardi di dollari, ma il valore minimo era notevolmente inferiore. I funzionari della NASA spiegarono che la selezione di tre aziende nel programma CRS-2, invece delle due selezionate nel CRS-1, aumentava le capacità di carico e garantiva più ridondanza in caso di problemi di un appaltatore o ritardo di pianificazione. I lanci di CRS-2 iniziarono nel novembre 2019 e si estenderanno almeno fino al 2026. 

#### Requisiti
Ogni contratto doveva includere una serie di requisiti:
- consegna di circa 14000 kg all'anno, tra 55 e 70 m³ di carico pressurizzato in quattro o cinque missioni;
- consegna di 24-30 powered lockers all'anno, che richiedono un’alimentazione continua fino a 120 watt a 28 volt, raffreddamento e comunicazioni bidirezionali;
- consegna di circa 1500 kg all'anno di carichi non pressurizzati, composta da 3 a 8 elementi, di cui ogni elemento necessitava un'alimentazione continua fino a 250 watt a 28 volt, raffreddamento e comunicazioni bidirezionali;
- rientro del carico/smaltimento di circa 14000 kg all'anno, ovvero 55 m³ di carico pressurizzato;
- smaltimento di 1500 kg di carichi non pressurizzati all'anno, composto da 3 a 8 elementi;
- vari servizi di supporto a terra.

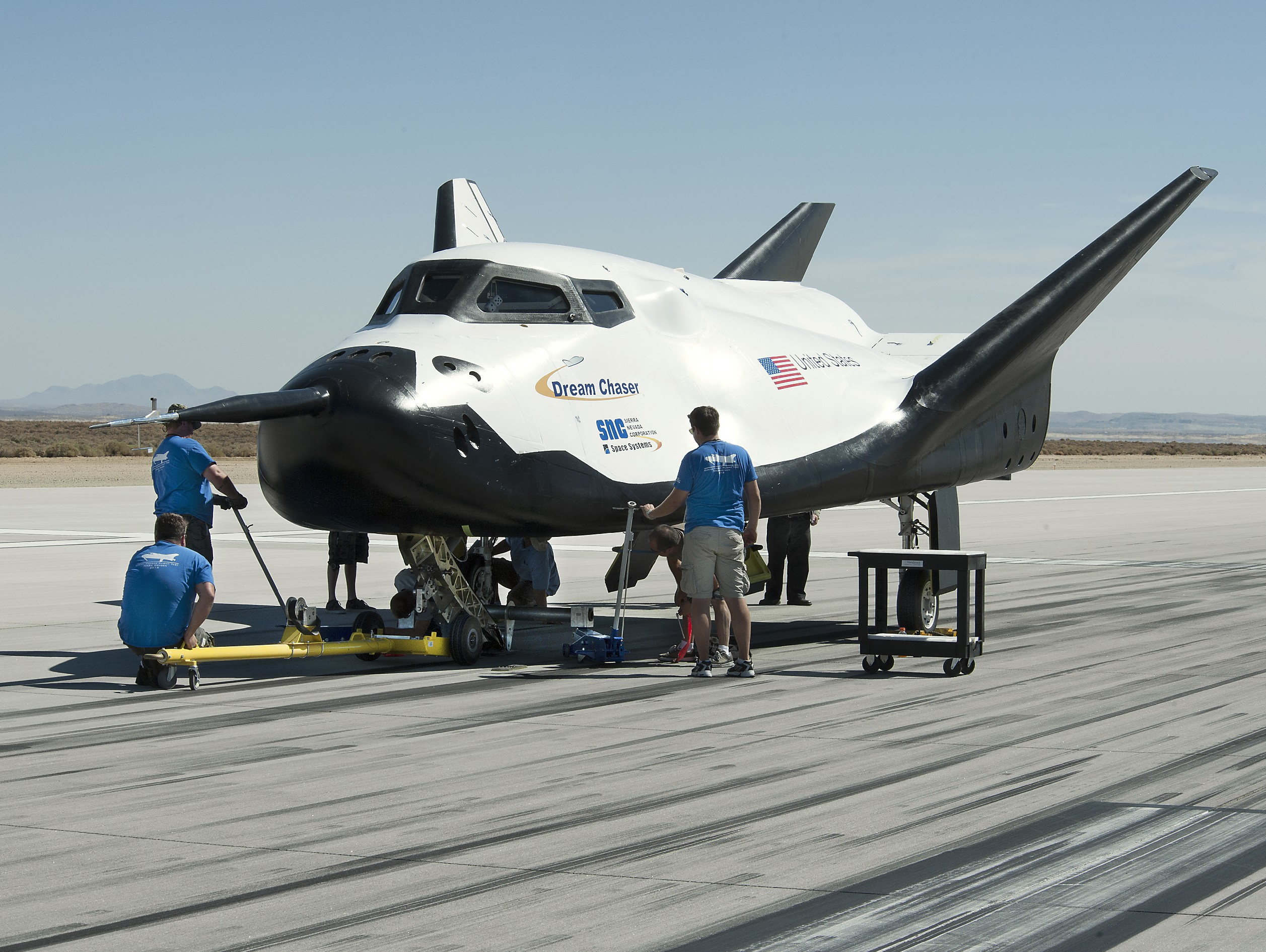
Dream Chaser in sviluppo, vista durante la preparazione di un drop-test nel 2013

Le missioni CRS-2 iniziarono nel novembre 2019 con il lancio della missione Cygnus NG-12.

### Missioni Cygnus Fase 2
- Cygnus NG-12: 2 novembre 2019
- Cygnus NG-13: 15 febbraio 2020
- Cygnus NG-14: 3 ottobre 2020
- Cygnus NG-15: 20 febbraio 2021
- Cygnus NG-16: 10 agosto 2021
- Cygnus NG-17: 19 febbraio 2022
- Cygnus NG-18: 7 novembre 2022
- Cygnus NG-19: 2 agosto 2023
- Cygnus NG-20: 30 gennaio 2024
- Cygnus NG-21: 6 agosto 2024
- Cygnus NG-22: missione annullata
- Cygnus NG-23: settembre 2025 (pianificato)
- Cygnus NG-24: 2026 (pianificato)
- Cygnus NG-25: 2026 (pianificato)

### Missioni Dragon 2
- SpaceX CRS-21: 6 dicembre 2020
- SpaceX CRS-22: 3 giugno 2021
- SpaceX CRS-23: 29 agosto 2021
- SpaceX CRS-24: 21 dicembre 2021
- SpaceX CRS-25: 15 luglio 2022
- SpaceX CRS-26: 26 novembre 2022
- SpaceX CRS-27: 14 marzo 2023
- SpaceX CRS-28: 5 giugno 2023
- SpaceX CRS-29: 10 novembre 2023
- SpaceX CRS-30: 21 marzo 2024
- SpaceX CRS-31: 5 novembre 2024
- SpaceX CRS-32: 21 aprile 2025
- SpaceX CRS-33: 21 agosto 2025 (pianificato)
- SpaceX CRS-34: 2026 (pianificato)
- SpaceX CRS-35: 2026 (pianificato)

### Missioni Cargo Dream Chaser
- SSC Demo-1: 2025 (pianificato)
- SSC CRS-1: N.D.
- SSC CRS-2: N.D.
- SSC CRS-3: N.D.
- SSC CRS-4: N.D.
- SSC CRS-5: N.D.
- SSC CRS-6: N.D.